# Jersey All Pro Wrestling
La Jersey All Pro Wrestling est une compagnie de catch indépendante américaine née en 1997 basée dans le New Jersey aux États Unis. 
Le 23 septembre 2015 Frank Ladeavia le fondateur de la JAPW meurt dans son sommeil et Jeff Shapiro prend possession de la JAPW.

## Historique
En 1997, Frank Iadevaia souhaite créer sa propre fédération et y faire travailler ses amis qui ne peuvent lutter à la Northern States Wrestling Alliance, la fédération qui les a formé car ils souhaitent faire du catch hardcore,. 
Le premier spectacle a lieu le 19 avril puis en juillet Iadevaia qui recherche une salle pour installer sa fédération fait la connaissance de Jeff Shapiro qui lui loue le Charity Hall à Bayonne, New Jersey,. En septembre, Homicide est le premier catcheur à commencer sa carrière dans cette fédération. Dans le même temps, la JAPW accueille plusieurs catcheurs de la région comme Jason Knight (en), Pitbull#2, 911 et Samu (en). Le 31 octobre, Joe Rules devient le premier champion poids-lourds de la JAPW en remportant une bataille royale. Le 5 décembre à Night Of The Barb Wire #1, Rik Ratchett remporte le championnat des poids lourds-légers JAPW après sa victoire sur Chino Martinez puis The Blood Angels (Diablos Macabre et Lucifer Grimm) battent Don Montoya et Homicide pour devenir les premiers champions par équipe JAPW dans un match jugé très violent,.

### Championnats actuels
| Titre                               | Champion(s) actuel(s)                                        | Précédent(s) champion(s) | Date de victoire | Référence |
| ----------------------------------- | ------------------------------------------------------------ | ------------------------ | ---------------- | --------- |
| JAPW Heavyweight Championship       | Dan Maff (4)                                                 | Vacant                   | 14 avril 2012    | [ 6 ]     |
| JAPW Tag Team Championship          | Strong Style Outlaws (Eddie Kingston (1) & Homicide (7)) (1) | Vacant                   | 14 avril 2012    | [ 6 ]     |
| JAPW Light Heavyweight Championship | BLK Jeez (1)                                                 | Vacant                   | 15 novembre 2014 | [ 7 ]     |
| JAPW Women's Championship           | Kimber Lee (1)                                               | Vacant                   | 30 avril 2016    | [ 8 ]     |